# Phaenna spinifera
Phaenna spinifera är en kräftdjursart som beskrevs av Claus 1863. Phaenna spinifera ingår i släktet Phaenna och familjen Phaennidae. Inga underarter finns listade i Catalogue of Life.